# Шомошка
Шомошка (на словашки: Šomoška) е природна и туристическа забележителност на границата между Словакия и Унгария, представляваща внушително скално образувание подобно на каменен „водопад“, дало материал за построяването в непосредствена близост над него на красива средновековна крепост. През 1954 година околната местност с площ от 36,62 хектара е обявена за национален природен резерват. През 1987 година в парка е изградена екопътека от словашкото село Шаторска Буковинка (край Филяково) до крепостта, която е целогодишно достъпна за туристически и образователни посещения. Другият подстъп към крепостта е от страната на унгарското село Шомошко (край Шалготарян).

## Каменният водопад и каменното море
Каменният „водопад“ Шомошка представлява базалтов блок с височина над 10 метра и специфичната форма на изливаща се на тънки струи вода. Образуванието се е формирало при бавното изстиване на лава, изтекла от кратера на активен в миналото вулкан. Подобни базалтови колони са намирани на много малко места в света: Чехия, Унгария, Италия, Северна Ирландия, Калифорния и Уайоминг, Британска Колумбия.
Скалната формация е открита през Средновековието, когато е търсен материал за построяването на крепостта над нея. В резултат, голямата част от видимите на повърхността ѝ базалтови „струи“ са били отсечени и използвани за направата на стените, настилката и стълбищата на крепостта. Сечението на много от тях е почти правилен по форма петоъгълник или шестоъгълник.
Каменното „море“, което се намира в близост до „водопада“, е резултат от естествени процеси на ерозия и свличане на скална маса през последния ледников период, но съдържа и фрагменти от каменния водопад и други каменни късове, донесени при строежа на крепостта Шомошка.
- Каменният „водопад“ Шомошка
- Поглед към „водопада“ отдясно
- Сечения на отсечените базалтови „струи“
- Каменното „море“

## Крепостта
Крепостта Шомошка е малка по размерите си крепост, съобразена с площта на върха на хълма, на който е разположена. Намира се на територията на Словакия на границата ѝ с Унгария, между градовете Филяково (Словакия) и Шалготарян (Унгария). Построена е в края на 12-и и в началото на 13 век.
През 1310 година кастелът става владение на княз Матуш Чак (Matúš Čák), но той не оставя наследници и след смъртта му през 1321 година земите му биват заграбени и Шомошка става притежание на Томаш Сечени (Tomáš Széchenyi). В средата на 15 век крепостта минава в ръцете на фамилията Losonczy.
Между 1573 и 1596 година е владяна от турски войски, водени от Али от Филяково, а през следващите два века е била допълнително снабдена с фортификационни съоръжения. През 18 век обаче, след потушаването на въстанието, което принц Ференц II Ракоци (Ferenc II Rákóczi) вдига срещу Хабсбургската династия, крепостта бива срината и днес не е известно как е изглеждала оригинално. Предполага се, че е имала вид на малка военна диспозиция без кули, с форма на триъгълник. Впоследствие крепостта е напълно възстановена и разширена. Построени са трите кръгли кули, от които северната, защитавана от барбакан, служи за вход, а другите две – на запад и юг – за бастиони с бойници. Зад крепостните стени е вдигнат малък готически дворец и 2 други сгради на север и юг, охранявани през северен и южен защитни коридори. Смята се, че най-късно е пристроен третият бастион с многоъгълна форма, но връзката между него и крепостта липсва.
В близост на съседен вулканичен хълм се намира и крепостта Шалго.
- Източната стена и барбаканът
- Южният бастион
- Западният бастион
- Южният защитен коридор

## Природният парк
Националният природен резерват Шомошка е обособен през 1954 година като част от защитената територия Церова Върховина (Cerová Vrchovina). Обект на защита е запазеният вулканичен релеф и богатото разнообразие от растителни и животински съобщества.
През 1987 година в резервата е изградена екопътека с обща дължина 1,6 километра и денивелация от 106 метра. Тя минава покрай три изкуствени езера, изградени през 1920-те години с цел завъждане на риба. Водата за езерата извира с относително постоянен дебит от 0,3 l/sec от пукнатина в базалта и е слабо минерализирана. Изворът е кръстен на името на д-р Габриел Круди (Gabriel Krúdy), по чиято инициатива той е каптиран през 1987 година.
Горите в резервата са основно широколистни от обикновен бук (Fagus sylvatica), скален дъб (Quercus petraea), цер (Quercus cerris), обикновен габър (Carpinus betulus), като някои екземпляри на възраст достигат до 100 – 150 години. Вирее защитеният вид цвете свиларка (Lychnis coronaria).
В парка са наблюдавани гнездящи гълъб хралупар (Columba oenas), беловрата мухоловка (Ficedula albicollis) и сив кълвач (Picus canus).
Каменното море на територията на резервата представлява естествен биотоп за различни видове влечуги като смока мишкар (Elaphe longissima), дъждовника (Salamandra salamandra) и зеления гущер (Lacerta viridis).